# Josef Vohryzek
Josef Vohryzek (17. května 1926 Praha – 28. srpna 1998 Praha) byl český redaktor, literární kritik, prozaik a překladatel (především ze švédštiny).

## Život
Pocházel z rodiny pražského židovského advokáta. Od roku 1937 studoval na Reálném gymnáziu v Křemencově ulici v Praze. Rodiče, kteří později zahynuli v nacistickém sběrném táboře, jej roku 1940 poslali do Švédska, čímž jej zachránili před transportem. Roku 1950 se vrátil zpět do Československa a roku 1951, po absolvování ročního Státního kurzu pro přípravu pracujících na vysokou školu, zakončeného maturitou, začal studovat češtinu a literární vědu na Filozofické fakultě Univerzity Karlovy v Praze. Studium úspěšně ukončil roku 1956, pak byl do roku 1957 redaktorem nakladatelství Československý spisovatel a následně odborným pracovníkem Ústavu pro českou literaturu ČSAV.
Díky svým příspěvkům do měsíčníku Svazu československých spisovatelů Květen, které zpochybňovaly komunistickou ideologizaci umění, se brzy stal jednou z vůdčích osobností tohoto časopisu. Když byl časopis roku 1959 po ostré ideologické kritice Ladislava Štolla zakázán, byl Vohryzek vyloučen z KSČ a musel opustit svou práci v Ústavu. Živil se jako překladatel a externí překladatel Československého rozhlasu a v letech 1964–1970 byl opět redaktorem nakladatelství Československý spisovatel, ale pouze na poloviční úvazek. V době normalizace pracoval jako dělník a své překlady publikoval pod propůjčenými jmény. Patřil k zakládajícím členům Charty 77 a roku 1987 byl jedním z jejích mluvčích. Naplno se k literární kritice vrátil až po roce 1989 (přispíval zejména v časopisech Respekt a Revolver Revue).

## Dílo
Jako kritik se zabýval především současnou českou prózou. Publikovat začal roku 1952 v Lidových novinách, později hlavně v časopise Květen a v Literárních novinách. Jako první popsal skutečnost, že nejhodnotnější díla první poloviny padesátých let vznikala mimo oficiální publikovanou literaturu a v zásadním rozporu s ní. Po nuceném odmlčení publikoval další práce až v polovině 60. let. Roku 1961 mu vyšla časopisecky próza Návrat a roku 1964 v nakladatelství Mladá fronta próza Chodec. V samizdatu vydal prózy Barbar ve Švédsku (1972) a Velká dáma (1976). V letech 1981– 1985 redigoval samizdatový časopis Kritický sborník. Roku 1986 vydal Jan Lopatka v samizdatové edici Expedice jeho texty pod názvem Kniha Josefova (roku 1995 vyšlo rozšířené vydání pod názvem Literární kritiky). V Revolver Revue vyšly roku 1995 jeho prózy Návrat, Chodec a Velká dáma a roku 2000 autobiografie Mám dojem, že už mi vůbec nepřibývá let.
Překládal hlavně ze švédštiny (zaměřoval se na moderní prozaickou tvorbu) a okrajově z norštiny (Wergeland, Ibsen). Řadu překladů doprovodil předmluvami či doslovy.

### Vlastní práce
- Návrat (1961), experimentální próza, časopisecky v týdeníku Kultura
- Chodec (1964), experimentální próza ovlivněná postupy tzv. nového románu. Blíže neurčený hrdina se vrací do jakéhosi přístavu, prochází jím a bez navázání kontaktu se setkává s lidmi, které kdysi znal.
- Barbar ve Švédsku (1972), samizdat, experimentální próza.
- Velká dáma (1976), samizdat, experimentální próza.
- Kniha Josefova (1986), samizdat, souborné vydání autorových textů.
- Literární kritiky (1995), výbor z kritik.
- Návrat, Chodec, Velká dáma, vyšlo roku 1995 v Revolver Revue.
- Mám dojem, že už mi vůbec nepřibývá let, vyšlo roku 2000 v Revolver Revue.
- Rozkymácený svět (2021), výbor z textů

### Překlady
- Per Anders Fogelström: Léto s Monikou (1960), jako Hanuš Weber.
- Otto Karl-Oskarsson: A nad úžinou mráz (1961).
- Pär Lagerkvist: Sen noci svatojánské v chudobinci (1962).
- Stig Dagerman: Starosti se svatbou (1963).
- Olle Mattson: Briga Tři lilie (1963);
- Bengt Danielsson: Galimatyáš v Tichomoří (1964).
- Sven Rosendahl: Chýše z listí (1964).
- Stieg Trenter: Hlásná trouba (1964).
- Pär Lagerkvist: Kat a jiné povídky (1965).
- Carl Jonas Love Almqvist: Jde to (1965).
- Tage Aurell: Tybergův dům (1965).
- Gunnar Ekelöf: Opus incertum (1966), společně s Josefem Hiršalem.
- Harry Martinson: Aniara (1966), společně Kamilem Bednářem.
- August Strindberg: Hra snů (1966).
- August Strindberg: Královna Kristina (1966).
- Eyvind Johnson: Břehy a příboj (1967).
- Stig Dagerman: Odsouzený k smrti (1967).
- Erik Lindegren: Muž bez cesty (1967), společně s Josefem Hiršalem.
- Lars Ahlin: Žena, žena (1968).
- Per Olof Sundman: Lovci (1968).
- August Strindberg: Slečna Julie (1969).
- Per Christian Jersild: Volná sobota (1969).
- Maj Sjöwallová – Per Wahlöö: Noční autobus (1974), jako Miloslav Žilina.
- Hjalmar Bergman: Vzpomínky mrtvého (1976), jako Miloslav Žilina.
- Astrid Lindgrenová: Pipi Dlouhá punčocha (1976), jako Jana Fürstová.
- Runer Jonsson: První kniha vikinga Vika (1977), jako Radko Kejzlar.
- Runer Jonsson: Druhá kniha vikinga Vika (1977), jako Radko Kejzlar.
- Gunnar Adolfsson: Huť mistra Pavla (1979), jako Zbyněk Černík.
- Willy Kyrklund: Mistr Ma (1979), jako František Fröhlich.
- Vilhelm Moberg: Vyjeď v noci (1980), jako Jana Fürstová.
- Ingmar Bergman: Filmové povídky (1982) jako Jiří Osvald, společně se Zbyňkem Černíkem a Dagmar Hartlovou.
- August Strindberg: Červený pokoj (1990).
- Henrik Wergeland: Obraz s květinami Jana van Huysuma (1992), společně s Josefem Hiršalem.
- Henrik Ibsen: Peer Gynt (1994), společně s Josefem Bruknerem.